# Roland Kieber
Roland Kieber (* 15. August 1969 in Flensburg) ist ein österreichischer Schauspieler.

## Leben
Kieber schloss seine Ausbildung zum Groß- und Außenhandelskaufmann mit Auslandsaufenthalten in den Vereinigten Staaten und in Paris in Hamburg ab. Kieber wollte anschließend beruflich eigentlich in die Marketing- oder in Werbebranche, entschied sich dann jedoch für die Schauspielerei. Er absolvierte von 1992 bis September 1995 ein Schauspielstudium am Bühnenstudio der Darstellenden Künste Hamburg. 1998 nahm er weiteren Unterricht am Actors Studio in Los Angeles.
Erste Bühnenengagements hatte er, noch während der seiner Schauspielausbildung, am Hamburger St. Pauli Theater (1993–1996; in „Kiss Me, Kate“) und anschließend bei den Bad Hersfelder Festspielen in „Der Widerspenstigen Zähmung“ (1996; Regie: Volker Lechtenbrink). Seit 1995 trat er regelmäßig am Imperial Theater in Hamburg auf, zunächst in den Musicals „Grease“ (1995) und „Zustände wie im alten Rom“ (1996/1997). Ab 2003 spielte er dort dann hauptsächlich in Kriminalstücken von Agatha Christie und Edgar Wallace. Er trat dort u. a. als Giles Ralstom in „Die Mausefalle“ (Premiere: 2003; Wiederaufnahme: 2007), als Theateragent und Produzent William Holbrook in „Der Rächer“ (Premiere: 2005), als „gutaussehender, jovialer Lebemann“ George Bowley in „Der Unheimliche“ (Premiere: 2006), als Tony Wendice in „Bei Anruf – Mord“ (Premiere: 2007), in „Der grüne Bogenschütze“ (Premiere: 2008), in „Der Engel des Schreckens“ (Premiere: 2010), in „Der Hund von Baskerville“ (Premiere: 2011), als Hannes Repp/alternierend als Bruno Kamp in „Polizeirevier Davidswache“ (Premiere: 2012) und als Samuel Hackitt/Dr. Lommond in „Der Hexer“ auf. 2013 spielte er am Imperial Theater die männliche Hauptrolle in „Mitternachtsspitzen“; 2014 dann den FBI-Chef Mr. High in der Uraufführung des Kriminalstücks „Jerry Cotton...jagt den New York Ripper“.
Ab Mitte der 1990er Jahre übernahm Kieber erste kleine Rollen im Fernsehserien. 1998 war er ein knappes Jahr bei Unter uns. 1999/2000 hatte er eine durchgehende Seriennebenrolle in der ARD-Vorabendserie Verbotene Liebe. Er spielte den Franzosen Etienne Beaucaire, den Ehemann der Serienfigur Jule Roth (Tanja Lanäus). In dem ZDF-Fernsehfilm Engel der Gerechtigkeit, dem Pilotfilm zur gleichnamigen Fernsehreihe, spielte Kieber den Arzt Dr. Klose, der von der Ärztin und Anwältin Patricia Engel (Katja Weitzenböck) verteidigt wird. In der ZDF-Serie Herzflimmern – Liebe zum Leben war er 2012 in einer Seriennebenrolle als Gynäkologe Dr. Jens Heine zu sehen.
Kieber hatte Episodenrollen u. a. in den Serien Adelheid und ihre Mörder (1999; als Streifenpolizist Hans Goltermann), Broti & Pacek – Irgendwas ist immer (2003; als Sergio), Die Rettungsflieger (2004; als Nicos Vater), Jetzt erst recht! (2005; als Diskothekeninhaber und Barkeeper), Da kommt Kalle (2006), Notruf Hafenkante (2009; als Schuldirektor) und Männer! – Alles auf Anfang (2015).
Im Oktober 2015 war Kieber in der ZDF-Serie Notruf Hafenkante in einer Episodennebenrolle zu sehen; er spielte den Notarzt Dr. Bäumer, einen Kollegen der Notärztin Dr. Jasmin Jonas (Gerit Kling).
Aus dem Werbefernsehen ist Kieber als „Melitta-Mann“ bekannt. In der 2011 aus Kostengründen eingestellten Internetsendung „Kopp-Nachrichten“ des Kopp-Verlages war Kieber zeitweise, neben Eva Herman und Hakim Meziani, als Sprecher tätig.
Roland Kieber, der die österreichische Staatsangehörigkeit besitzt, lebt in Hamburg-St. Georg. Mehrere Jahre lebte er zuvor in Hamburg-Eppendorf.

## Filmografie (Auswahl)
- 1995: Der Landarzt (Fernsehserie; Folge: Neue Gemeinsamkeiten)
- 1995, 1996: Freunde fürs Leben (Fernsehserie, zwei Folgen)
- 1997: Unter uns (Fernsehserie; Seriennebenrolle)
- 1999: Adelheid und ihre Mörder (Fernsehserie; Folge: Das große Los)
- 1999–2000: Verbotene Liebe (Fernsehserie; Seriennebenrolle)
- 2003: Broti & Pacek – Irgendwas ist immer (Fernsehserie; Folge: Waschen, schneiden, umlegen)
- 2004: Die Rettungsflieger (Fernsehserie; Folge: Leben ohne Lügen)
- 2005: Jetzt erst recht! (Fernsehserie; Folge: Du sollst nicht töten)
- 2006: Da kommt Kalle (Fernsehserie; Folge: Schatzräuber)
- 2007: Einsatz in Hamburg – Mord nach Mitternacht
- 2008: Der Prinz von nebenan (Fernsehfilm)
- 2009: Notruf Hafenkante (Fernsehserie; Folge: Hart an der Kante)
- 2011: Engel der Gerechtigkeit (Fernsehfilm)
- 2012: Herzflimmern – Liebe zum Leben (Fernsehserie; Seriennebenrolle)
- 2015: Männer! – Alles auf Anfang (Fernsehserie; Folge: Männerwirtschaft)
- 2015: Notruf Hafenkante (Fernsehserie; Folge: Help)
- 2018–2019: Jenny – echt gerecht (Fernsehserie, zwei Folgen)